# Chive (cráter)
Chive es el nombre de un colosal cráter de impacto en el planeta Marte situado a 21.9° Norte y 56.1° Oeste. El impacto causó un abertura de 96 kilómetros de diámetro en la superficie del planeta. El nombre del cráter fue aprobado en 1976 por la Unión Astronómica Internacional en honor a la localidad boliviana de Chive.